# Trochocarpa thymifolia
Trochocarpa thymifolia är en ljungväxtart som först beskrevs av Robert Brown, och fick sitt nu gällande namn av Sprengel. Trochocarpa thymifolia ingår i släktet Trochocarpa och familjen ljungväxter. Inga underarter finns listade i Catalogue of Life.